# Marminiac
Marminiac est une commune française, située dans l'ouest du département du Lot en région Occitanie.
Elle est également dans la Bouriane, une région naturelle sablonneuse et collinaire couverte de forêt avec comme essence principale des châtaigniers.
Exposée à un climat océanique altéré, elle est drainée par le ruisseau de la Masse, le Caverieux et par un autre cours d'eau. Incluse dans le bassin de la Dordogne, la commune possède un patrimoine naturel remarquable composé de deux zones naturelles d'intérêt écologique, faunistique et floristique.
Marminiac est une commune rurale qui compte 348 habitants en 2022, après avoir connu un pic de population de 1 171 habitants en 1851. Ses habitants sont appelés les Marminicois ou  Marminicoises.

## Géographie

### Communes limitrophes
Marminiac est limitrophe de sept autres communes, dont trois dans le département de la Dordogne. Au nord-est, le territoire communal est distant de 200 mètres de celui de Florimont-Gaumier, et au nord-ouest, de 400 mètres de celui de Saint-Pompon.
Les communes limitrophes sont  Besse, Campagnac-lès-Quercy, Cazals, Montcléra, Saint-Caprais, Salviac et Villefranche-du-Périgord.
|                                                    | Campagnac-lès-Quercy (Dordogne) |         |
| Besse (Dordogne)                                   | Marminiac                       | Salviac |
| Villefranche-du-Périgord (Dordogne), Saint-Caprais | Montcléra                       | Cazals  |

### Climat
Pour des articles plus généraux, voir Climat de l'Occitanie et Climat du Lot.
En 2010, le climat de la commune est de type climat océanique altéré, selon une étude s'appuyant sur une série de données couvrant la période 1971-2000. En 2020, Météo-France publie une typologie des climats de la France métropolitaine dans laquelle la commune est toujours exposée à un climat océanique altéré et est dans la région climatique Aquitaine, Gascogne, caractérisée par une pluviométrie abondante au printemps, modérée en automne, un faible ensoleillement au printemps, un été chaud (19,5 °C), des vents faibles, des brouillards fréquents en automne et en hiver et des orages fréquents en été (15 à 20 jours).
Pour la période 1971-2000, la température annuelle moyenne est de 12,3 °C, avec une amplitude thermique annuelle de 15,4 °C. Le cumul annuel moyen de précipitations est de 919 mm, avec 11,7 jours de précipitations en janvier et 6,4 jours en juillet. Pour la période 1991-2020, la température moyenne annuelle observée sur la station météorologique la plus proche, située sur la commune de Gourdon à 17 km à vol d'oiseau, est de 13,1 °C et le cumul annuel moyen de précipitations est de 823,0 mm,. Pour l'avenir, les paramètres climatiques de la commune estimés pour 2050 selon différents scénarios d’émission de gaz à effet de serre sont consultables sur un site dédié publié par Météo-France en novembre 2022.

### Milieux naturels et biodiversité

#### Espaces protégés
La protection réglementaire est le mode d’intervention le plus fort pour préserver des espaces naturels remarquables et leur biodiversité associée,.
La commune fait partie de la zone de transition du bassin de la Dordogne, un territoire d'une superficie de 1 880 258 ha reconnu réserve de biosphère par l'UNESCO en juillet 2012,.

#### Zones naturelles d'intérêt écologique, faunistique et floristique
L’inventaire des zones naturelles d'intérêt écologique, faunistique et floristique (ZNIEFF) a pour objectif de réaliser une couverture des zones les plus intéressantes sur le plan écologique, essentiellement dans la perspective d’améliorer la connaissance du patrimoine naturel national et de fournir aux différents décideurs un outil d’aide à la prise en compte de l’environnement dans l’aménagement du territoire.
Une ZNIEFF de type 1 est recensée sur la commune :
« le Moulin du Touron » (210 ha), couvrant 2 communes du département et une ZNIEFF de type 2, : 
les « ruisseaux de l'Herm et de la Masse » (661 ha), couvrant 8 communes du département.

Cartes des ZNIEFF de type 1 et 2 à Marminiac.
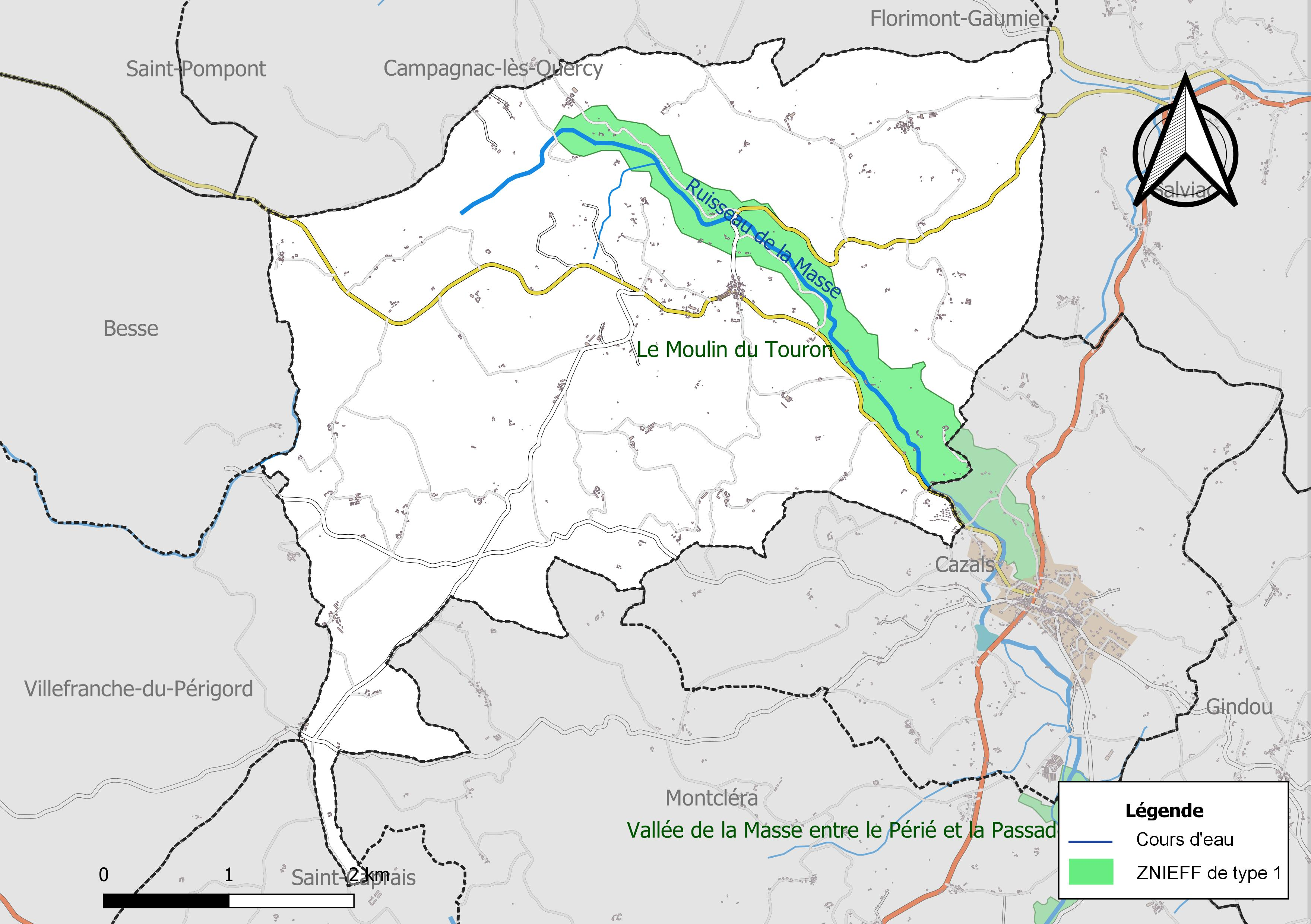
Carte de la ZNIEFF de type 1 sur la commune.
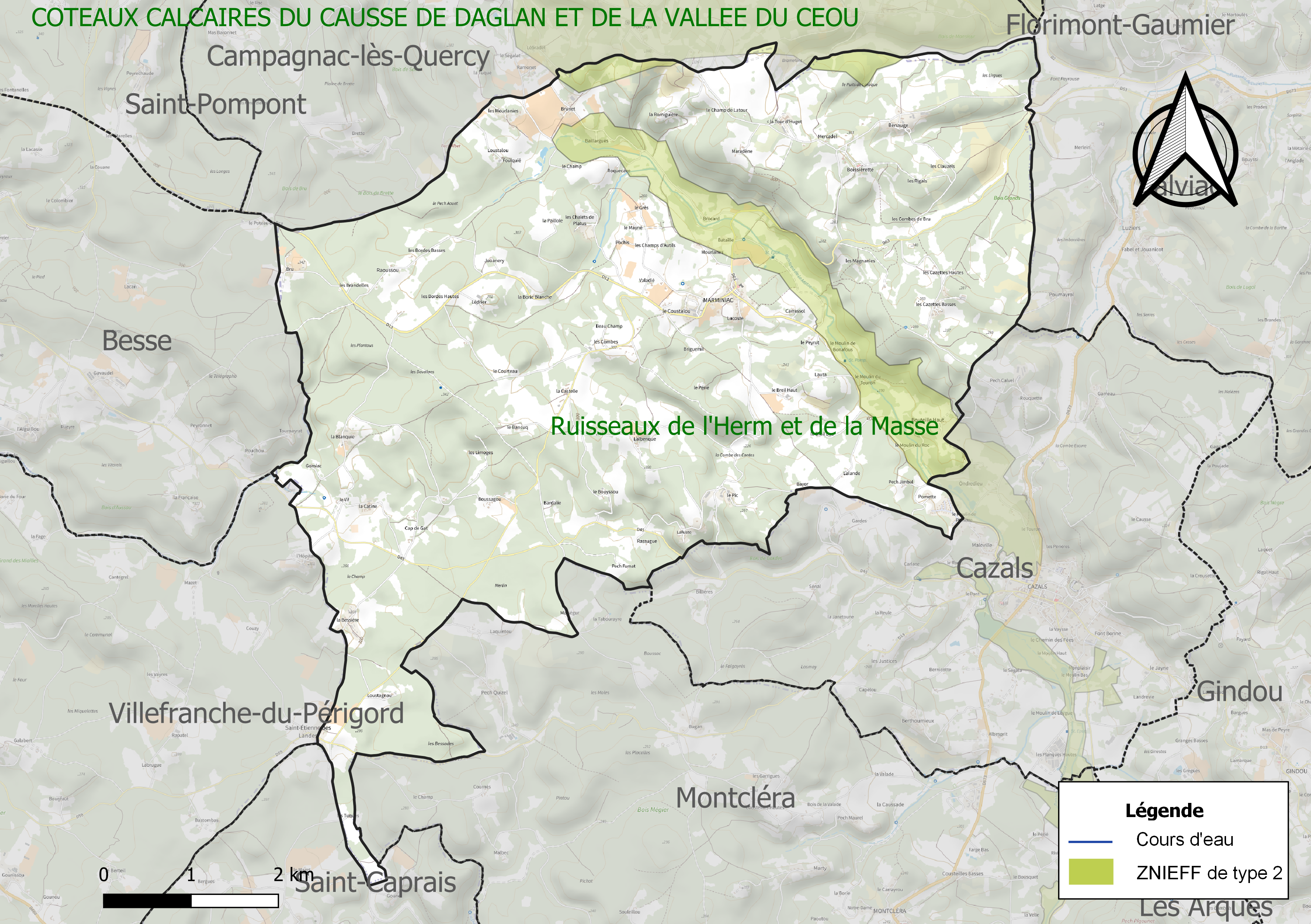
Carte de la ZNIEFF de type 2 sur la commune.

## Urbanisme

### Typologie
Au 1er janvier 2024, Marminiac est catégorisée commune rurale à habitat très dispersé, selon la nouvelle grille communale de densité à sept niveaux définie par l'Insee en 2022.
Elle est située hors unité urbaine et hors attraction des villes,.

### Occupation des sols
L'occupation des sols de la commune, telle qu'elle ressort de la base de données européenne d’occupation biophysique des sols Corine Land Cover (CLC), est marquée par l'importance des forêts et milieux semi-naturels (59,4 % en 2018), en augmentation par rapport à 1990 (57,7 %). La répartition détaillée en 2018 est la suivante : 
forêts (59,4 %), zones agricoles hétérogènes (36,2 %), terres arables (2,3 %), prairies (2 %). L'évolution de l’occupation des sols de la commune et de ses infrastructures peut être observée sur les différentes représentations cartographiques du territoire : la carte de Cassini (XVIIIe siècle), la carte d'état-major (1820-1866) et les cartes ou photos aériennes de l'IGN pour la période actuelle (1950 à aujourd'hui).

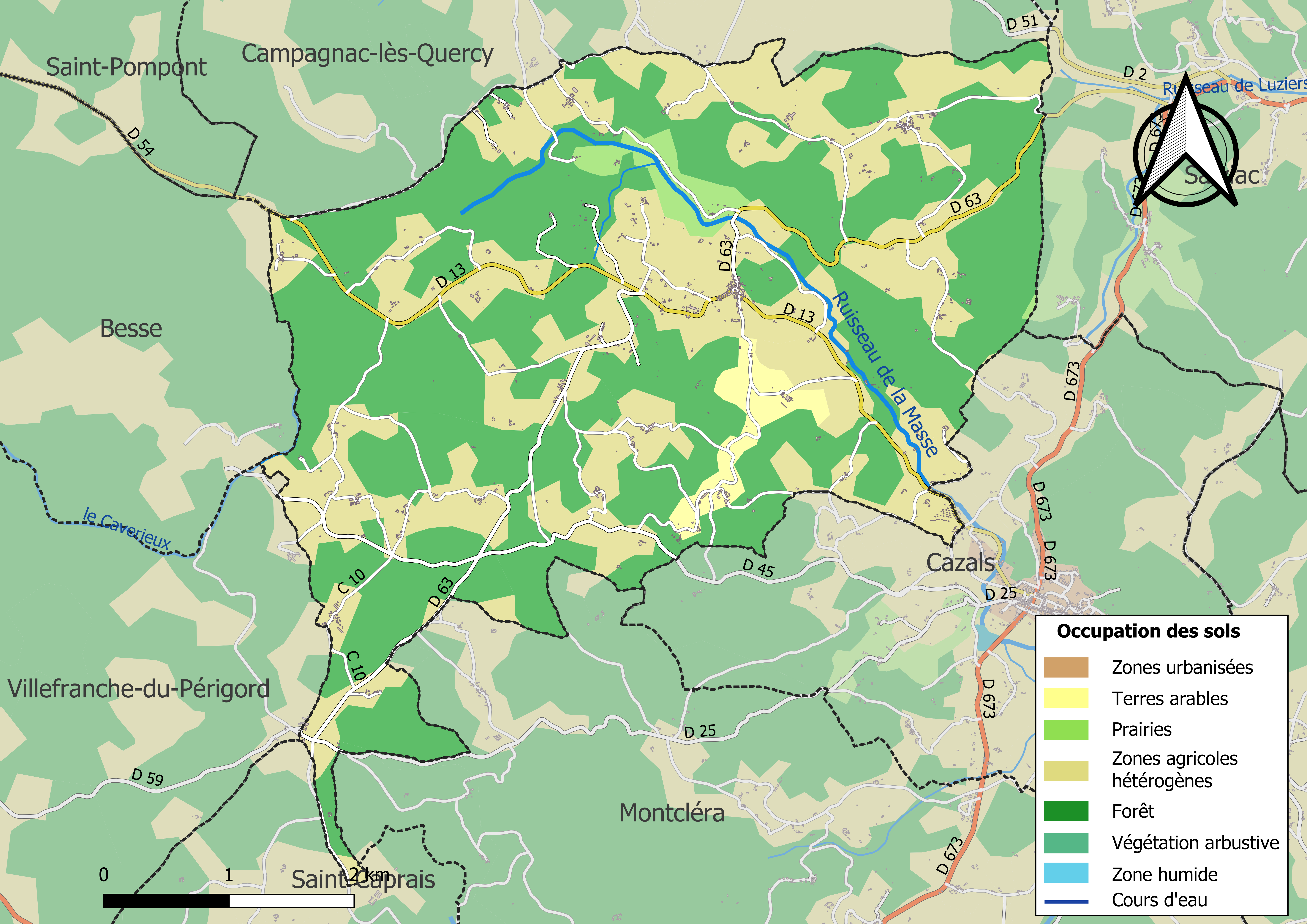
Carte des infrastructures et de l'occupation des sols de la commune en 2018 (CLC).

### Risques majeurs
Le territoire de la commune de Marminiac est vulnérable à différents aléas naturels : météorologiques (tempête, orage, neige, grand froid, canicule ou sécheresse), inondations, feux de forêts, mouvements de terrains et séisme (sismicité très faible). Un site publié par le BRGM permet d'évaluer simplement et rapidement les risques d'un bien localisé soit par son adresse soit par le numéro de sa parcelle.
Certaines parties du territoire communal sont susceptibles d’être affectées par le risque d’inondation par débordement de cours d'eau, notamment le ruisseau de la Masse. La cartographie des zones inondables en ex-Midi-Pyrénées réalisée dans le cadre du XIe Contrat de plan État-région, visant à informer les citoyens et les décideurs sur le risque d’inondation, est accessible sur le site de la DREAL Occitanie. La commune a été reconnue en état de catastrophe naturelle au titre des dommages causés par les inondations et coulées de boue survenues en 1982 et 1999,.
Marminiac est exposée au risque de feu de forêt du fait de la présence sur son territoire 0. Un plan départemental de protection des forêts contre les incendies a été approuvé par arrêté préfectoral le 30 novembre 2015 pour la période 2015-2025. Les propriétaires doivent ainsi couper les broussailles, les arbustes et les branches basses sur une profondeur de 50 mètres, aux abords des constructions, chantiers, travaux et installations de toute nature, situées à moins de 200 mètres de terrains en nature
de bois, forêts, plantations, reboisements, landes ou friches. Le brûlage des déchets issus de l’entretien des parcs et jardins des ménages et des collectivités est interdit. L’écobuage est également interdit, ainsi que les feux de type méchouis et barbecues, à l’exception de ceux prévus dans des installations fixes (non situées sous couvert d'arbres) constituant une dépendance d'habitation.

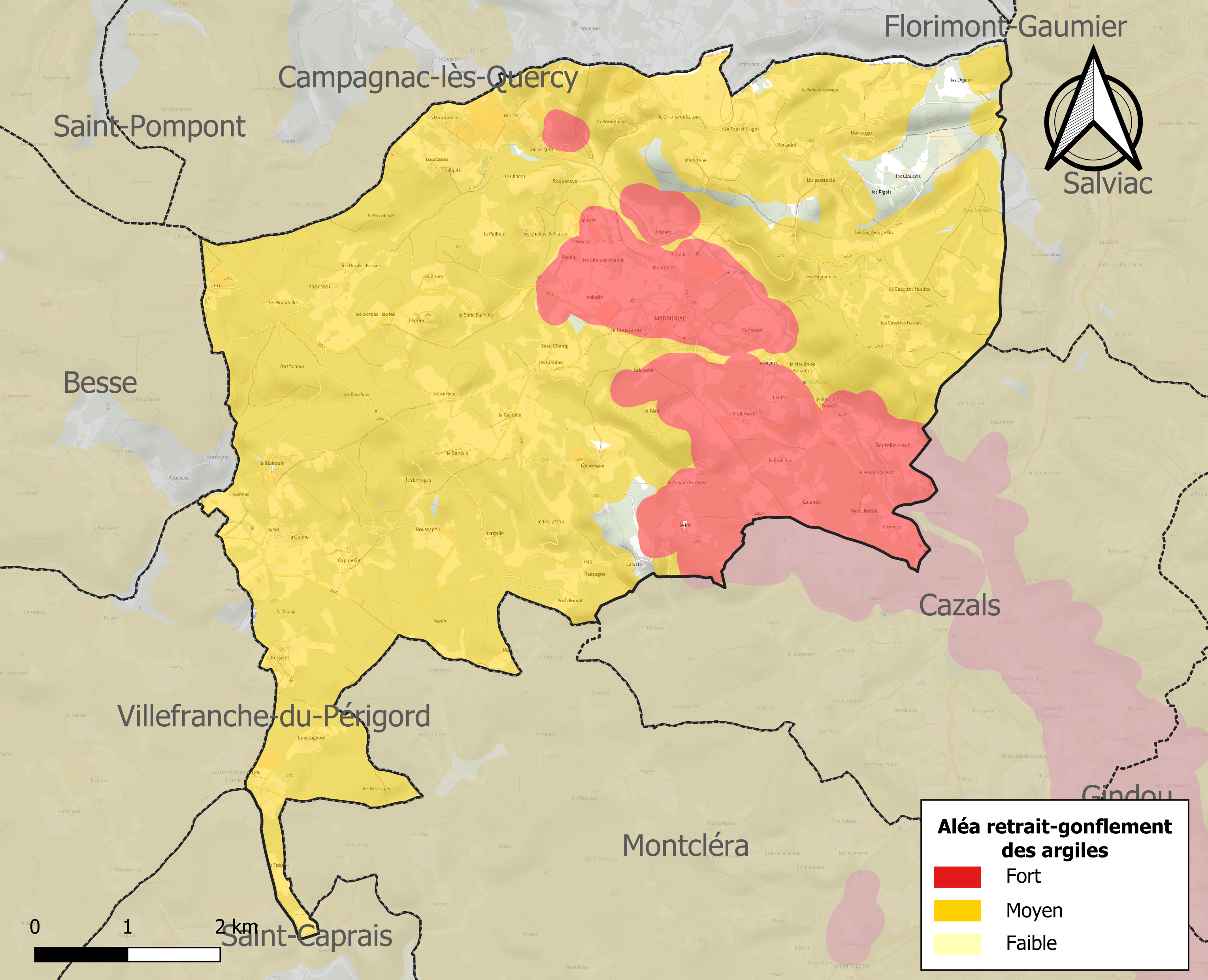
Carte des zones d'aléa retrait-gonflement des sols argileux de Marminiac.

Les mouvements de terrains susceptibles de se produire sur la commune sont des affaissements et effondrements liés aux cavités souterraines (hors mines), des éboulements, chutes de pierres et de blocs, des glissements de terrain et des tassements différentiels. Par ailleurs, afin de mieux appréhender le risque d’affaissement de terrain, l'inventaire national des cavités souterraines permet de localiser celles situées sur la commune.
Le retrait-gonflement des sols argileux est susceptible d'engendrer des dommages importants aux bâtiments en cas d’alternance de périodes de sécheresse et de pluie. 95,5 % de la superficie communale est en aléa moyen ou fort (67,7 % au niveau départemental et 48,5 % au niveau national). Sur les 331 bâtiments dénombrés sur la commune en 2019, 324 sont en aléa moyen ou fort, soit 98 %, à comparer aux 72 % au niveau départemental et 54 % au niveau national. Une cartographie de l'exposition du territoire national au retrait gonflement des sols argileux est disponible sur le site du BRGM,.
Concernant les mouvements de terrains, la commune a été reconnue en état de catastrophe naturelle au titre des dommages causés par la sécheresse en 1989 et 2011 et par des mouvements de terrain en 1999.

## Toponymie
Le toponyme Marminiac, d'origine gallo-romaine, est basé sur un anthroponyme Marminius. La terminaison -ac est issue du suffixe gaulois -acon (lui-même du celtique commun *-āko-), souvent latinisé en -acum dans les textes.

## Histoire
Marminiac était jadis une des stations sur la voie romaine reliant Cahors à Périgueux.
Les Vielcastel sont mentionnés comme seigneurs de Marminiac dès le milieu du XIIIe siècle.
On peut voir sur le territoire de la commune une tour, dite "tour des Anglais", vestige d'un château-fort. La ville fut prise plusieurs fois par les Anglais. Philippe le Bel l'hypothéqua en 1287.
Les Vielcastel sont les cousins des Bonafous (ou Bonafos). En 1425, Marc de Bonafous, cadet d'une famille descendant des seigneurs de Pestilhac récupère la tour, seule vestige de son château de Bonafous. Le château a été vendu en 1659 à Jean-Marc de Gauléjac, fils bâtard légitimé en 1625 de Gabriel de Gauléjac, seigneur de Puycalvel.
Au dénombrement de 1504, Bernard de Vieuxchasteau, ou de Vielcastel, seigneur de Marminiac, possède à Marminiac une maison noble, avec jardin et colombier. Une branche de la famille de Vielcastel, les Salviac de Vielcastel, s'est installée à Cazals où ils ont reconstruit le château des Guerre après la guerre de Cent Ans.
Jean de Vielcastel, marié à Hélène de Bonafos de Presque en 1614, a construit le château de Roquecave.

## Politique et administration
| Période                                  | Période  | Identité                    | Étiquette | Qualité |
| ---------------------------------------- | -------- | --------------------------- | --------- | --- |
| Les données manquantes sont à compléter. |          |                             |           | |
| 1802                                     | 1828     | Jean Baptiste Serein Bouson |           | |
| 1828                                     | 1846     | Marc Cangardel              |           | |
| 1846                                     | 1857     | Henri Cangardel             |           | notaire, fils du précédent                                                                                           |
| 1857                                     | 1874     | Jean Lavergne               |           | |
| 1874                                     | 1880     | Henri Cangardel             |           | notaire |
| 1880                                     | 1881     | Marc Salanie                |           | |
| 1881                                     | 1919     | Édouard Cangardel           |           | notaire, conseiller général du Lot (1892-1904), fils d'Henri C.                                                      |
| 1947                                     | 1983     | François Molinié            | PCF       | Instituteur |
| mars 1995                                | 2020     | André Bargues               | PS        | Conseiller général du canton de Cazals (2004-2015) Président de la communauté de communes Cazals-Salviac (2014-2020) |
| 2020                                     | En cours | Rachel French               |           | |

## Démographie
L'évolution du nombre d'habitants est connue à travers les recensements de la population effectués dans la commune depuis 1793. Pour les communes de moins de 10 000 habitants, une enquête de recensement portant sur toute la population est réalisée tous les cinq ans, les populations de référence des années intermédiaires étant quant à elles estimées par interpolation ou extrapolation. Pour la commune, le premier recensement exhaustif entrant dans le cadre du nouveau dispositif a été réalisé en 2008.

En 2022, la commune comptait 348 habitants, en évolution de −4,92 % par rapport à 2016 (Lot : +1,31 %, France hors Mayotte : +2,11 %).
| 1793 | 1800 | 1806 | 1821  | 1831  | 1836 | 1841  | 1846  | 1851  |
| ---- | ---- | ---- | ----- | ----- | ---- | ----- | ----- | ----- |
| 965  | 971  | 984  | 1 063 | 1 162 | 995  | 1 099 | 1 147 | 1 171 |

| 1856  | 1861  | 1866  | 1872  | 1876  | 1881  | 1886  | 1891  | 1896 |
| ----- | ----- | ----- | ----- | ----- | ----- | ----- | ----- | ---- |
| 1 153 | 1 123 | 1 095 | 1 163 | 1 110 | 1 081 | 1 074 | 1 008 | 980  |

| 1901 | 1906 | 1911 | 1921 | 1926 | 1931 | 1936 | 1946 | 1954 |
| ---- | ---- | ---- | ---- | ---- | ---- | ---- | ---- | ---- |
| 905  | 868  | 779  | 672  | 647  | 605  | 567  | 557  | 516  |

| 1962 | 1968 | 1975 | 1982 | 1990 | 1999 | 2006 | 2008 | 2013 |
| ---- | ---- | ---- | ---- | ---- | ---- | ---- | ---- | ---- |
| 530  | 460  | 385  | 368  | 307  | 318  | 358  | 370  | 371  |

| 2018 | 2022 | - | - | - | - | - | - | - |
| ---- | ---- | - | - | - | - | - | - | - |
| 356  | 348  | - | - | - | - | - | - | - |

## Économie

### Revenus
En 2018, la commune compte 163 ménages fiscaux, regroupant 359 personnes. La médiane du revenu disponible par unité de consommation est de 17 990 € (20 740 € dans le département).

### Emploi
|                | 2008  | 2013  | 2018  |
| -------------- | ----- | ----- | ----- |
| Commune        | 6 %   | 6,6 % | 5,6 % |
| Département    | 7,3 % | 8,9 % | 9,6 % |
| France entière | 8,3 % | 10 %  | 10 %  |

En 2018, la population âgée de 15 à 64 ans s'élève à 180 personnes, parmi lesquelles on compte 76,1 % d'actifs (70,6 % ayant un emploi et 5,6 % de chômeurs) et 23,9 % d'inactifs,. Depuis 2008, le taux de chômage communal (au sens du recensement) des 15-64 ans est inférieur à celui de la France et du département.
La commune est hors attraction des villes,. Elle compte 60 emplois en 2018, contre 73 en 2013 et 71 en 2008. Le nombre d'actifs ayant un emploi résidant dans la commune est de 137, soit un indicateur de concentration d'emploi de 43,8 % et un taux d'activité parmi les 15 ans ou plus de 46,3 %.
Sur ces 137 actifs de 15 ans ou plus ayant un emploi, 52 travaillent dans la commune, soit 38 % des habitants. Pour se rendre au travail, 82,5 % des habitants utilisent un véhicule personnel ou de fonction à quatre roues, 1,5 % les transports en commun, 2,9 % s'y rendent en deux-roues, à vélo ou à pied et 13,1 % n'ont pas besoin de transport (travail au domicile).

### Activités hors agriculture

#### Secteurs d'activités
32 établissements sont implantés  à Marminiac au 31 décembre 2019. Le tableau ci-dessous en détaille le nombre par secteur d'activité et compare les ratios avec ceux du département,.
| Secteur d'activité                                                                                        | Commune | Commune | Département |
| Secteur d'activité                                                                                        | Nombre  | %       | %           |
| --- | ------- | ------- | ----------- |
| Ensemble                                                                                                  | 32      |         |             |
| Construction                                                                                              | 9       | 28,1 %  | (13,9 %)    |
| Commerce de gros et de détail, transports, hébergement et restauration                                    | 7       | 21,9 %  | (29,9 %)    |
| Information et communication                                                                              | 1       | 3,1 %   | (1,8 %)     |
| Activités immobilières                                                                                    | 2       | 6,3 %   | (3,5 %)     |
| Activités spécialisées, scientifiques et techniques et activités de services administratifs et de soutien | 7       | 21,9 %  | (13,5 %)    |
| Administration publique, enseignement, santé humaine et action sociale                                    | 2       | 6,3 %   | (12 %)      |
| Autres activités de services                                                                              | 4       | 12,5 %  | (8,7 %)     |

Le secteur de la construction est prépondérant sur la commune puisqu'il représente 28,1 % du nombre total d'établissements de la commune (9 sur les 32 entreprises implantées  à Marminiac), contre 13,9 % au niveau départemental.

#### Entreprises et commerces
Les deux entreprises ayant leur siège social sur le territoire communal qui génèrent le plus de chiffre d'affaires en 2020 sont : 
- Etablissements Fradin, travaux d'installation d'eau et de gaz en tous locaux (277 k€)
- Aux Airs De Fanny, services des traiteurs (174 k€)

### Agriculture
La commune est dans la « Bourianne », une petite région agricole occupant une partiede l'ouest du territoire du département du Lot. En 2020, l'orientation technico-économique de l'agriculture  sur la commune est la polyculture et/ou le polyélevage.
|               | 1988 | 2000 | 2010 | 2020 |
| ------------- | ---- | ---- | ---- | ---- |
| Exploitations | 41   | 42   | 23   | 19   |
| SAU (ha)      | 765  | 797  | 630  | 614  |

Le nombre d'exploitations agricoles en activité et ayant leur siège dans la commune est passé de 41 lors du recensement agricole de 1988  à 42 en 2000 puis à 23 en 2010 et enfin à 19 en 2020, soit une baisse de 54 % en 32 ans. Le même mouvement est observé à l'échelle du département qui a perdu pendant cette période 60 % de ses exploitations,. La surface agricole utilisée sur la commune a également diminué, passant de 765 ha en 1988 à 614 ha en 2020. Parallèlement la surface agricole utilisée moyenne par exploitation a augmenté, passant de 19 à 32 ha.

## Culture locale et patrimoine

### Lieux et monuments
- Église Saint-Vincent de Marminiac date du XIIIe siècle. Elle a été agrandie par adjonction de bas-côtés en 1895[36]. L'édifice est référencé dans la base Mérimée et à l'Inventaire général de la région Occitanie[37].
- Eglise Saint-Pierre de Boissièrette. La première référence connue d’une église à Boissièrette date de 1455. Ce bâtiment a totalement disparu. L’église actuelle a été construite en 1834 grâce aux donations des paroissiens – ils étaient une centaine en 1900. Après le décès vers 1905 du dernier prêtre attaché à l’église, la paroisse est rattachée à celle de Marminiac. L’église est de moins en moins fréquentée, le bâtiment se dégrade progressivement. En 1965, l’artiste Louttre.B décide de réparer l’église. Il commence par le gros œuvre puis entreprend sa décoration intérieure. Il la conçoit d’emblée dans sa globalité, ce qui donne aujourd’hui au visiteur ce sentiment d’harmonie et de paix. Louttre.B conçoit et réalise le plafond peint, le sol en mosaïque de galets et de pierre de Crayssac, l’autel et le chemin de croix en béton coloré de sable de Marminiac, les chandeliers et la grille du confessionnal en fer forgé ainsi que la broderie et la fresque qui orne le mur derrière l’autel. La broderie en fil de laine laisse apparaître par les espaces laissés libres le mur décoré de motifs de fleurs peints en ocre et gris. Les cinq vitraux de l’église ont été réalisés par l’atelier du verrier Paul Viriglio. Les deux de gauche en entrant, à partir de cartons de Roger Bissière, les deux de droite en entrant et l’oculus au-dessus du porche, à partir de cartons de Louttre.B. Le Christ en croix est un fac-similé de celui de Roger Bissière, daté de 1938. Les quatre tentures faites de tissus de jeans assemblés sont des œuvres de Laure Louttre-Bissière réalisées au cours des années 1990.
- Tour des Anglais, ou tour de Bonafos, est une tour carrée. La seigneurie de Marminiac appartenait aux Vielcastel dès le milieu du XIIIe siècle. Le château de Marminiac, occupé par les garnisons anglaises et françaises, a été détruit pendant la guerre de Cent Ans. La tour conserve des éléments datant du XIIIe siècle et XIVe siècle, mais date, pour l'essentiel, d'une reconstruction du XVe siècle[38], (Catherine Didon 1996, p. 138).
- Halle
- Ferme de Bouteille-Haut, inscrite au titre des monuments historiques en 1995 (Catherine Didon 1996, p. 132).
- Château de Roquecave était un ensemble fortifié. En 1614, Jean de Vielcastel a épousé Hélène de Bonafos de Presque. Il a obtenu du roi Louis XIII le droit d'ajouter Marminiac à son nom. Il a construit le château de Roquecave. Le château passe aux Durfort, seigneurs de Léobard à la fin du XVIIe siècle. En 1714, le château devient la propriété de François Louis Caors de la Sarladie par mariage. Ses descendants résident à Roquecave jusqu'en 1834, date où le château est vendu à un agriculteur[39], (Catherine Didon 1996, p. 134).
- Château de Bonafous. En 1425, Marc de Bonafous récupère la tour, vestige de son château détruit pendant la guerre de Cent Ans. En 1659, le château est vendu à Jean-Marc de Gauléjac, fils bâtard, légitimé en 1625, de Gabriel de Gauléjac, seigneur de Puycalvel. Pendant la Révolution, un des fils de la famille, Paul-François de Gauléjac, s'est enrôlé dans l'armée des Princes et a participé à la guerre de Vendée où il est surnommé « Renault l'Invincible ». Le château a appartenu à la famille de Bonafous jusqu'en 1817 date à laquelle les fils de « Renault l'Invincible », complètement ruinés, ont dû le vendre à Louis Bouson de La Comte qui l'a revendu en 1826 à Louis de La Sudrie qui lui a donné son aspect actuel. En 1845, il est vendu au notaire Marc Cangardel (Catherine Didon 1996, p. 138).

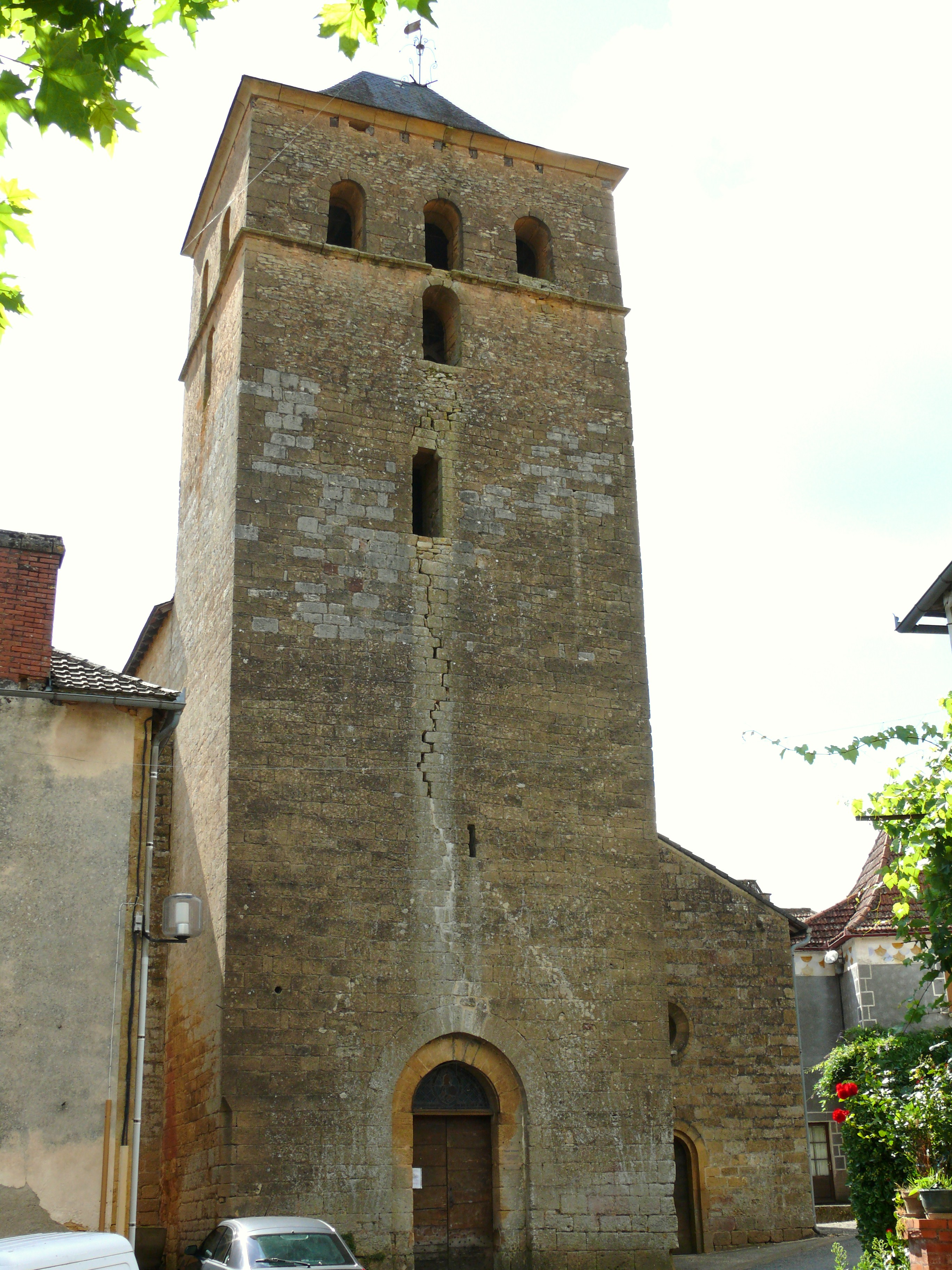
Église.
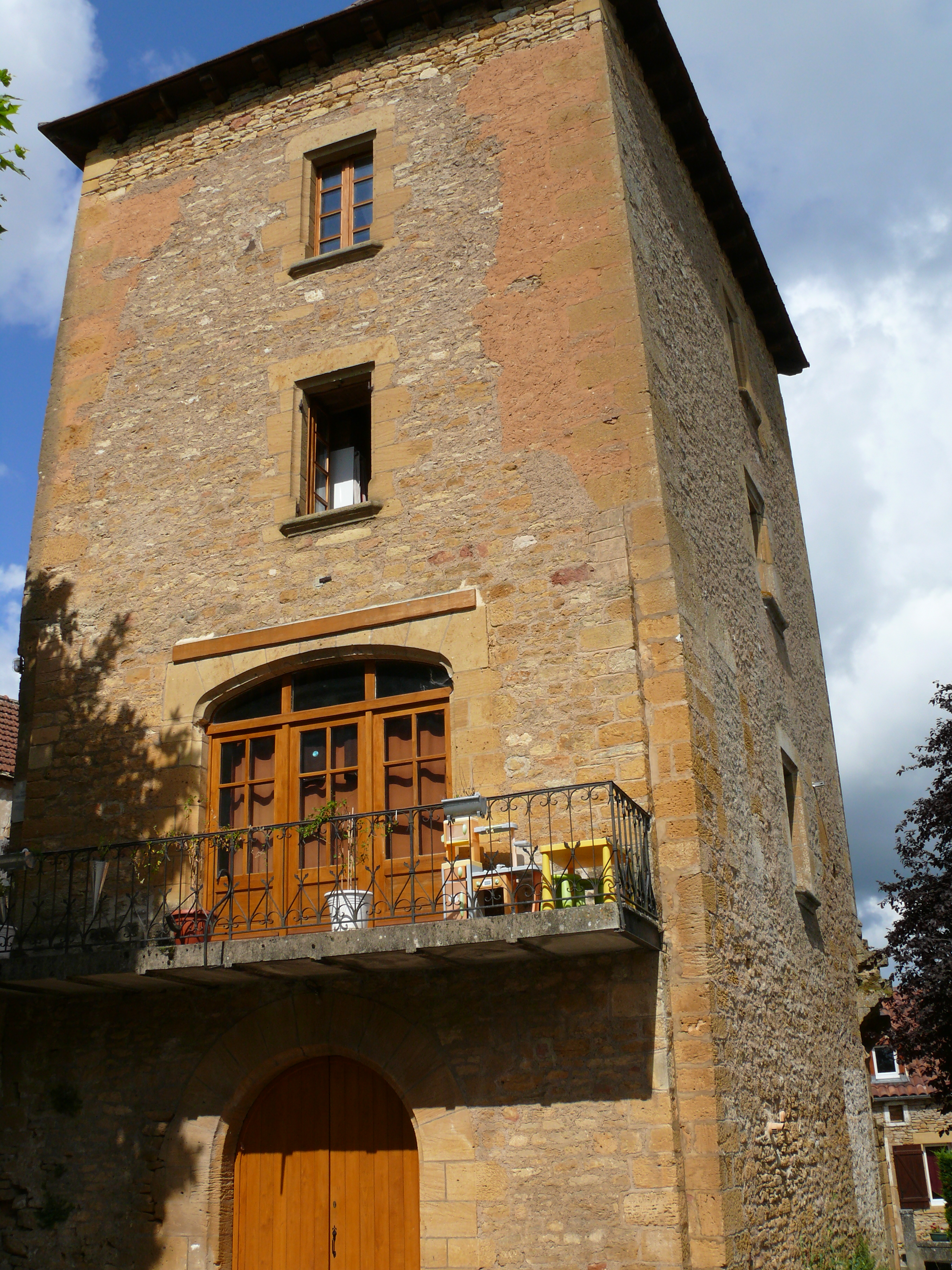
Tour des Anglais.
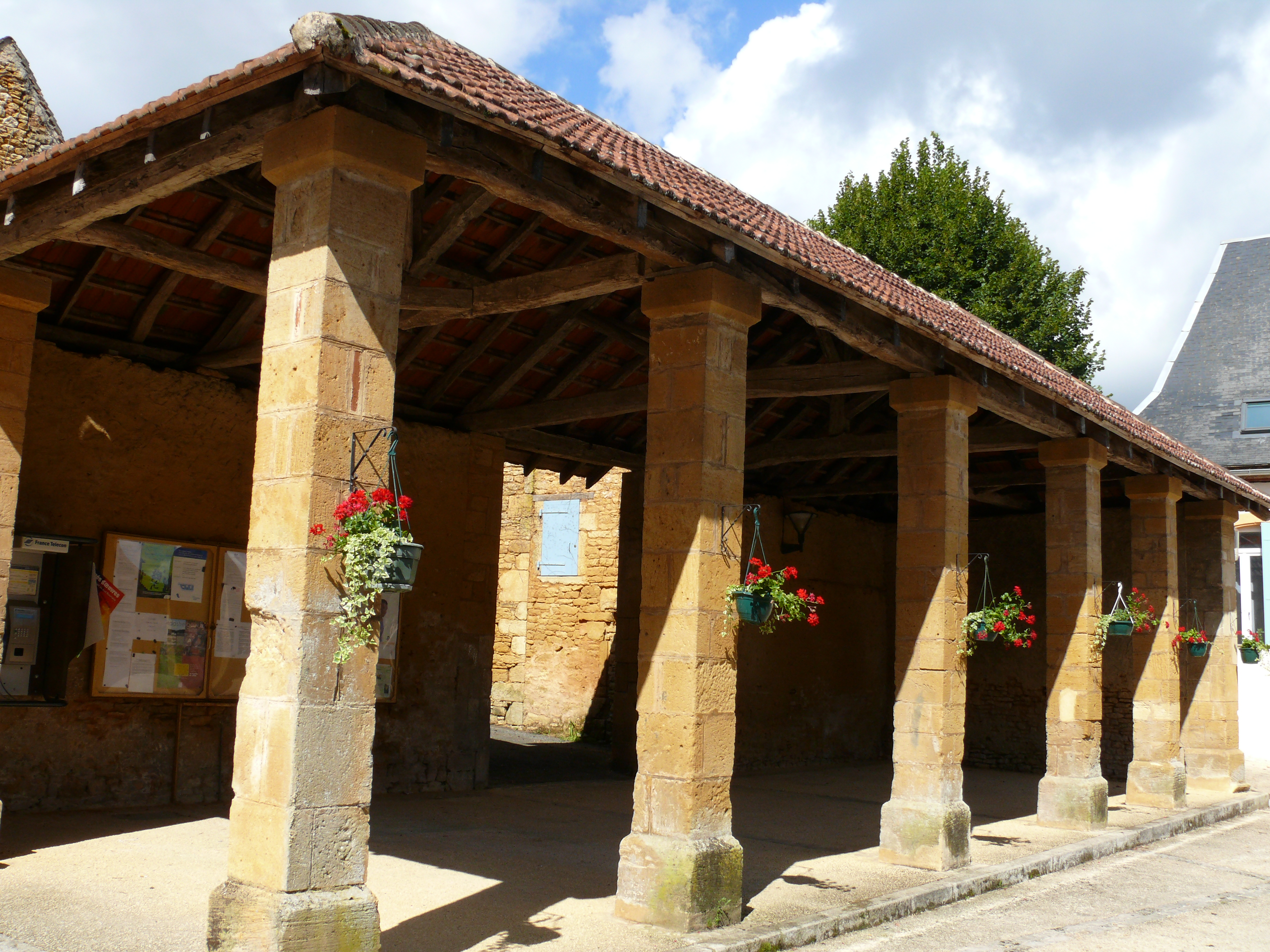
Halle.

### Personnalités liées à la commune
- Paul-François de Gauléjac, né à Marminiac le 15 novembre 1754. Avant la Révolution, il est officier au régiment provincial de Rodez. Au début de la Révolution, il est officier au régiment de Maine-Infanterie. Il a pris le chemin de l'exil, et s'est enrôlé dans l'armée des Princes. Il est rentré en France au commencement de 1792 et a été emprisonné en 1794, délivré quatre mois après. Il a participé à la guerre de Vendée dans l'armée royaliste de Henri de La Rochejaquelein. Fait prisonnier par l'armée républicaine, il est condamné à mort et fusillé. Ayant survécu, il est surnommé « Renault l'Invincible » et « Trompe-la-Mort », il reprend le combat aux côtés de Rochambeau. Il est tué au cours d'un engagement à Courberie, le 1er avril 1799[40],[41].
- Henri Cangardel, né le 6 juillet 1884 à Marminiac, mort le 30 janvier 1971 à Paris, armateur, président de la Compagnie Générale Transatlantique, membre de l'Académie de Marine, commandeur de la Légion d'honneur, un des promoteurs du célèbre paquebot Normandie. Il était le fils, le petit-fils et l'arrière-petit-fils de trois maires de Marminiac.
- Roger Bissière (1886-1964), peintre, a habité au village de Boissièrette à partir de 1939. Il y avait son atelier et y décéda en 1964 ; il y est enterré. Son fils, le peintre Louttre.B, y a vécu aussi. Bissière a attiré dans la commune certains de ses amis, qui y ont acheté des maisons ou y ont vécu : l'écrivain Walter Lewino, les peintres Jean Léon, Rylsky et Charlotte Henschel.
- Jean-Marie Massou s'installe avec sa famille à Marminiac en 1974 où sa mère trouve le soutien du maire pour s'y établir ; ses grands-parents maternels étaient originaires de la ville[42]. Il y demeure jusqu'à la fin de sa vie en 2020. Dans la forêt il creuse des galeries, crée des sculptures, grave des pierres, puis pratique le dessin, le collage, le chant. Ses créations sont rattachées à l'art brut, mais Massou ne se considère artiste qu'à la fin de sa vie, constatant que cela lui permet de partager plus facilement ses créations[43]. Il fait l'objet du film Le Plein Pays d'Antoine Boutet, sorti en 2009, qui le fait connaitre à un plus large public. Le label La Belle Brut est créé en 2015 pour diffuser ses créations sonores. L'association Le Sidéral, Club de l'amitié de Jean-Marie Massou est créée en 2021 pour préserver et valoriser son œuvre[44].